# John Wayne (canção)
"John Wayne" é uma canção da artista musical estadunidense Lady Gaga, contida em seu quinto álbum de estúdio Joanne (2016). Foi composta e produzida pela cantora juntamente com Mark Ronson e BloodPop e co-escrita por Josh Homme. Seu vídeo musical correspondente, dirigido pelo sueco Jonas Åkerlund, foi lançado em 8 de fevereiro de 2017 através da Apple Music.

## Composição
Andrew Unterberger da revista Billboard descreveu a faixa como "pop rock com uma pegada country". Liricamente irônica, Gaga inclui referências a cowboys nas letras: "Eu amo um cowboy, eu sei que é ruim, mas eu fico tipo, será que eu poderia subir no seu cavalo e será que você poderia ir um pouco mais rápido?" Os vocais da cantora são acompanhados pela guitarra de  Josh Homme e a canção alude aos relacionamentos antigos de Gaga, com comparações ao ator John Wayne.
Unterberger também especulou que a letra da música, "Ele me ligou, eu chorei, nós terminamos", poderia ser sobre a separação de Gaga com Taylor Kinney.

## Vídeo musical
Seu vídeo musical correspondente foi lançado em 8 de fevereiro de 2017 através da Apple Music e foi dirigido pelo sueco Jonas Åkerlund.

## Apresentações ao vivo
"John Wayne" foi incluída no repertório da última data da Dive Bar Tour, uma breve turnê promocional de três datas que visitou bares dos Estados Unidos entre 5 e 27 de outubro de 2016. Gaga apresentou a canção ao vivo, juntamente com "A-Yo", durante o Victoria's Secret Fashion Show em 2016.

## Desempenho nas tabelas musicais

### Posições
| Tabela musical (2016–17)       | Melhor posição |
| ------------------------------ | -------------- |
| Reino Unido (UK Singles Chart) | 180‎            |